# Iglesia de San Esteban (Larraul)
La iglesia de San Esteban es un inmueble de la localidad española de Larraul, en la provincia de Guipúzcoa.

## Descripción
El edificio se encuentra en la localidad española de Larraul, perteneciente a la provincia de Guipúzcoa, en la comunidad autónoma del País Vasco. Se menciona como iglesia parroquial del lugar en el décimo volumen del Diccionario geográfico-estadístico-histórico de España y sus posesiones de Ultramar de Pascual Madoz, donde aparece descrita con las siguientes palabras: «igl. parr. (San Esteban) de primer ascenso servida por un rector, un beneficiado y organista».
En el Diccionario histórico-geográfico-descriptivo de los pueblos, valles, partidos, alcaldías y uniones de Guipúzcoa (1862) de Pablo de Gorosábel, se describe de la siguiente manera:

La iglesia parroquial es de la advocacion de San Esteban; y se halla servida por un rector y un beneficiado. La presentacion del primero se hace por los propietarios de casas de la jurisdiccion en votacion particular: la del beneficiado antes del último concordato correspondía al rey ó al rector en los respectivos meses ordinarios, segun ocurriesen las vacantes.
(Gorosábel, 1862, p. 266)

En el tomo de la Geografía general del País Vasco-Navarro dedicado a Guipúzcoa y escrito por Serapio Múgica Zufiria, se dice lo siguiente: «Corresponde al arciprestazgo de Tolosa. La iglesia parroquial es de la advocación de San Esteban, de categoría de entrada, sin órgano, y servida por un solo sacerdote».